# 2004年夏季奥林匹克运动会贝宁代表团
2004年夏季奥林匹克运动会贝宁代表团参加了2004年8月13日至8月29日在希腊雅典举行的第28届夏季奥运会，未获奖牌。